# Fever Season
Fever Season es el séptimo EP del grupo femenino surcoreano GFriend. Fue lanzado por Source Music el 1 de julio de 2019 y distribuido por Kakao M. El álbum contiene ocho canciones, incluido el sencillo principal «Fever» y su versión instrumental.

## Antecedentes y lanzamiento
El 10 de junio de 2019 se informó desde Source Music, sello discográfico del grupo, que GFriend lanzaría una nueva producción musical en el mes de julio. Este regreso sería apenas seis meses después del lanzamiento de su segundo álbum de estudio titulado Time for Us.
Su nuevo miniálbum, que llevaría por nombre Fever Season, hace alusión a su álbum debut, Season of Glass. El título «busca expresar la calurosa temporada de verano, así como la determinación del grupo de chicas por las apasionadas actuaciones y la música que mostrarán con este lanzamiento».
El 19 de junio se reveló la lista de canciones del nuevo miniálbum confirmado que su sencillo principal llevaría por título «Fever». Al día siguiente se publicó un primer adelanto del vídeo musical de su sencillo.
El álbum fue lanzado el 1 de julio de 2019, junto con su sencillo principal y su correspondiente vídeo musical.

## Composición y letras
Su sencillo principal, «Fever» es obra del equipo de producción compuesto por OREO, Iggy, C-No y Woong Kim. Este es el mismo productor Iggy del dúo Iggy Yongbae que ha creado muchas de las canciones principales de GFriend en el pasado. El miniálbum también incluye la canción «Hope», cuya letra fue escrita por las seis miembros junto a Lee Won Jong.

## Lista de canciones
| CD / Descarga digital |                                 |                                                     |                                         |                             |          |  |
| N.º                   | Título                          | Letras                                              | Música                                  | Arreglos                    | Duración |  |
| 1.                    | «Fever (열대야)»                | Igi (Oreo), Cino (Oreo), Ung Kim (Oreo)             | Igi (Oreo), Cino (Oreo), Ung Kim (Oreo) | Cino (Oreo), Ung Kim (Oreo) | 3:34     |  |
| 2.                    | «Mr. Blue»                      | 13                                                  | 13                                      | 13                          | 3:17     |  |
| 3.                    | «Smile (좋은 말 한때)»          | Noh Joo-hwan                                        | Noh Joo-hwan, Lee Won-jong              | Noh Joo-hwan, Lee Won-jong  | 3:15     |  |
| 4.                    | «Wish (바라)»                   | MosPick                                             | MosPick                                 | MosPick                     | 3:16     |  |
| 5.                    | «Paradise»                      | Islan                                               | Jeong Ho-hyun (e.one)                   | Jeong Ho-hyun (e.one)       | 3:14     |  |
| 6.                    | «Hope (기대)»                   | Sowon, Yerin, Eunha, Yuju, SinB, Umji, Lee Won-jong | Lee Won-jong                            | Lee Won-jong                | 3:28     |  |
| 7.                    | «Flower» (Korean version)       | 13                                                  | 13                                      | 13                          | 3:37     |  |
| 8.                    | «Fever (열대야)» (Instrumental) |                                                     | Igi (Oreo), Cino (Oreo), Ung Kim (Oreo) | Cino (Oreo), Ung Kim (Oreo) | 3:33     |  |
| 27:20                 |                                 |                                                     |                                         |                             |          |  |

## Posicionamiento en listas
| Lista (2019)                            | Mejor posición |
| --------------------------------------- | -------------- |
| Corea del Sur (Gaon Album Chart)        | 1              |
| Estados Unidos (Billboard World Albums) | 10             |

| Lista (2019)                     | Mejor posición |
| -------------------------------- | -------------- |
| Corea del Sur (Gaon Album Chart) | 68             |

## Historial de lanzamiento
| País          | Fecha              | Formato                         | Sello                             |
| ------------- | ------------------ | ------------------------------- | --------------------------------- |
| Corea del Sur | 1 de julio de 2019 | CD, descarga digital, streaming | Source Music, Kakao M, Sony Music |